# Bernhard Gruber
Bernhard Gruber, född den 12 augusti 1982 i Schwarzach im Pongau, är en österrikisk utövare av nordisk kombination som tävlat i världscupen sedan 2003.
Vid OS i Vancouver 2010 var Bieler med och tog det österrikiska guldet i lagtävlingen, och tog även det individuella bronset i höga backen.